# Йосвані Агілера
Йосвані Агілера Самора (ісп. Yosvany Aguilera Zamora; 6 січня 1975, Гранма) — кубинський боксер, призер Панамериканських ігор.

## Аматорська кар'єра
На Олімпійських іграх 1996 Йосвані Агілера виступав у першій найлегшій вазі і, здобувши перемогу у першому бою над Стефаном Стромом (Швеція) — RSC-2, програв у другому бою Мансуето Веласко (Філіппіни) — 5-14.
2000 року став чемпіоном Куби в напівлегкій вазі. На Олімпійських іграх 2000 переміг Хідехіко Цукамото (Японія) — RSC і Юрі Младенова (Болгарія) — 15-8, а у чвертьфіналі програв Камілю Джамалутдінову (Росія) — 12-17.
2003 року, здобувши у фіналі перемогу над Йорденісом Угасом, став чемпіоном Куби вдруге. На Панамериканських іграх 2003, здобувши перемогу над Даніелем Едуардо Брізуела (Аргентина), у півфіналі програв Аарону Гарсія (США) і отримав бронзову медаль, але не завоював путівку на Олімпійські ігри 2004.